# سینت یوستیشس
سینت یوستیشس (Sint Eustatius) که محلی‌ها به آن استیشیا (Statia) نیز می‌گویند یکی از جزیره‌های دریای کارائیب است که یکی از شهرداری‌های ویژه کشور هلند و جزئی از جزایر آنتیل هلند به‌شمار می‌آید.

## تاریخچه
نام این جزیره از نام «شهید افسانه‌ای» مسیحی، سنت یوستیس گرفته شده‌است. 

## جغرافیا

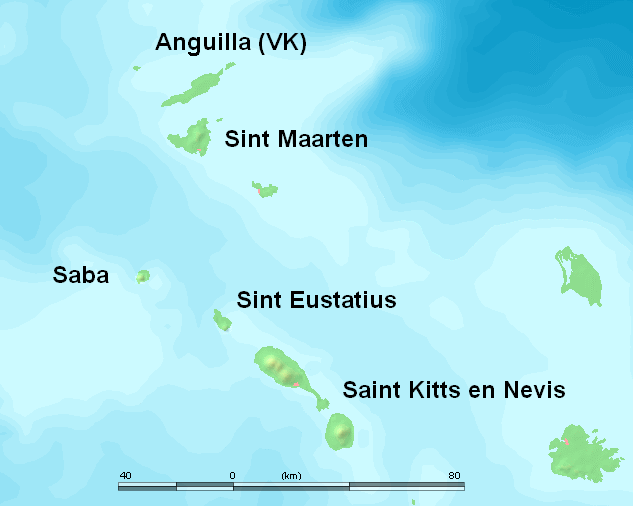

سینت یوستیشس در بخش شمالی جزایر بادپناه در هند غربی قرار گرفته و در جنوب خاوری جزایر ویرجین جای دارد. سینت یوستیشس در شمال باختری سنت کیتس و نویس و در جنوب خاوری سابا واقع است.
مرکز سنت یوستیشس شهر اورانیه‌اِستاد است.
جمعیت سینت یوستیشس در سال ۲۰۱۰ برابر با ۲۸۸۶ نفر بود و مساحت آن ۲۱ کیلومتر مربع است. 

## مردم
زبان رسمی جزیره زبان هلندی است اما انگلیسی نیز به عنوان زبان اداری به رسمیت شناخته شده‌است. یک کرئول انگلیسی‌پایه نیز در این جزیره صحبت می‌شود.

## اقتصاد
سفر به این جزیره از راه فرودگاه اف. دی. روزولت انجام می‌شود.